# Anísio de Abreu
Anísio de Abreu é um município brasileiro do estado do Piauí. Localiza-se a uma latitude 09º11'22" sul e a uma longitude 43º02'45" oeste, estando a uma altitude de 440 metros. Sua população do censo IBGE em 2007 era de 8.197 habitantes.
Possui uma área de 354,98 km².

## Localização
| Noroeste: Jurema | Norte: Jurema e São Braz do Piauí | Nordeste: Bonfim do Piauí |
| Oeste: Jurema    |                                   | Leste: Várzea Branca      |
| Sudoeste: Jurema | Sul: Campo Alegre de Lourdes/BA   | Sudeste: Várzea Branca    |